# 경상남도인재개발원
경상남도인재개발원(慶尙南道人材開發院, Gyeongsangnam-do Human Resource Development)는 경상남도 소속 지방공무원의 교육훈련과 직무훈련을 위해 경상남도지사 직속기관이다.
인재개발원장은 지방부이사관으로 보한다.

## 연혁
- 1961년 12월: 경상남도공무원교육원 설치
- 1962년 1월: 부산개성중학교 부지에서 개원
- 1963년 1월: 부산직할시 전포동으로 이전
- 1963년 5월: 경상남도지방공무원교육원으로 변경
- 1975년 1월: 부산직할시공무원교육원 분리
- 1988년 12월: 창원시 사림동으로 이전(창원시 의창구 사림동 129-1 부지로 이전, 이곳은 2019. 11. 24.현재 경남대표도서관임.)
- 2012년 1월: 경상남도인재개발원으로 변경
- 2015년 12월: 현재 위치로 이전

## 조직
원장
- 인재개발지원과
- 인재양성과